# Ручей

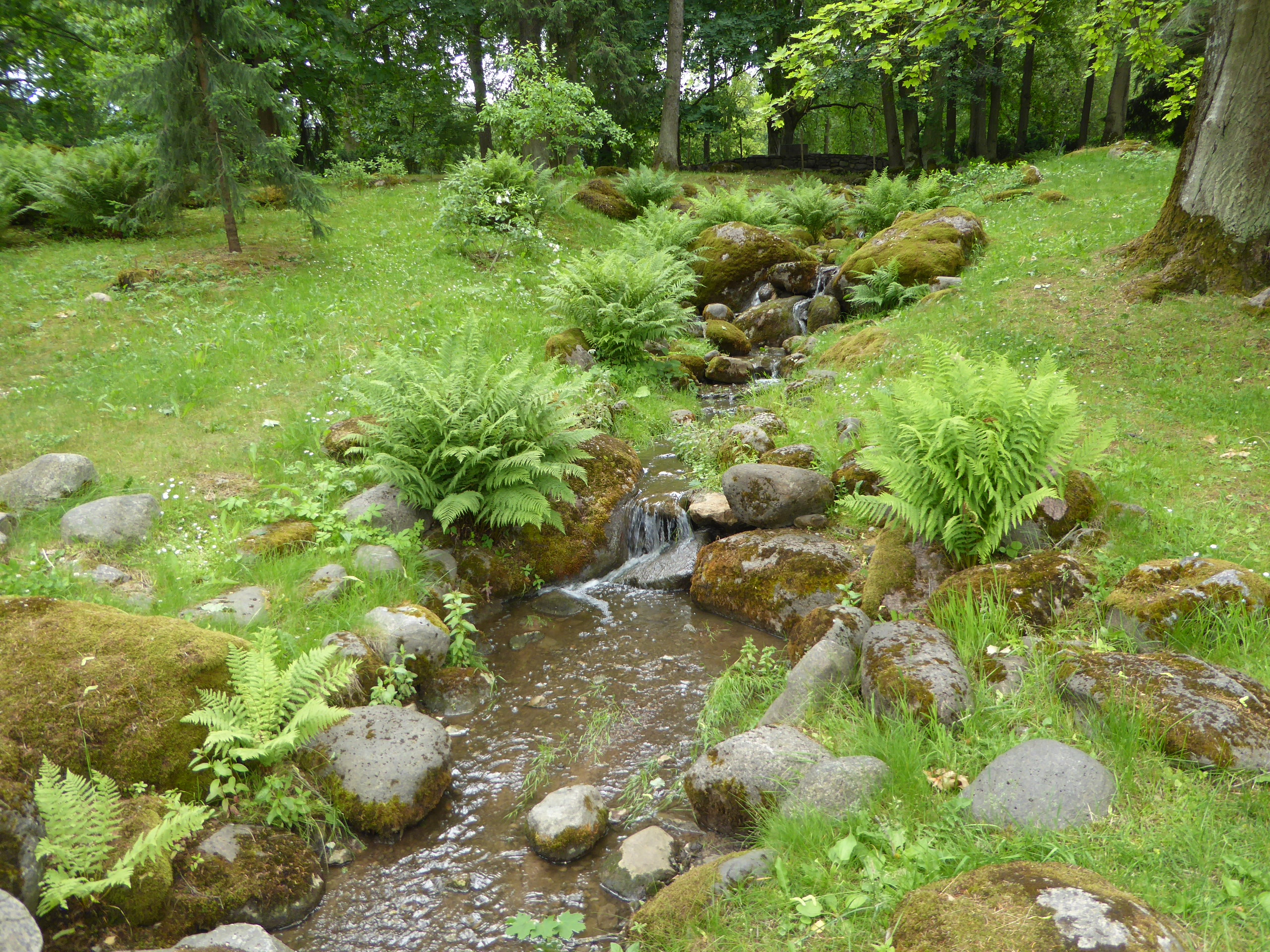
Ручей в японском саду парка Кадриорг, Таллин

Руче́й — небольшой постоянный или временный водоток, формируемый снеговыми или дождевыми водами, а также выходящими на поверхность подземными водами в виде источников. Чёткой границы между ручьём и малой рекой нет. Ручьи характеризуются узкой поймой, слабо выраженной долиной и часто представляют истоки рек.

## Общие сведения
Разделение естественных водотоков на реки и ручьи весьма условно — обычно к ручьям относят небольшие водотоки длиной менее 5—7 км с площадью водосборного бассейна менее 20—50 км². Чаще всего длина ручья составляет 3—5 км.
У ручьёв, как правило, слабо выраженные долины в виде оврагов или балок (обычно нет зон аккумуляции, а происходит только вымывание), нет меандров и стариц. Уклон русла часто бывает большой (долина не выработана), но скорость течения мала — велико сопротивление дна из-за малой глубины. Иногда русла ручьев целиком заполняет осенний опад, но макрофиты обычно отсутствуют. Из всех водотоков ручей связан с наземной экосистемой в наибольшей степени.
Ручьи часто бывают временные или периодически распадающиеся на серии луж. Обычно в них почти нет планктона и мало продуцентов — органика в основном внешняя, которая смывается с суши и падает с деревьев. Единственная группа своих продуцентов — водоросли-обрастатели донных субстратов. Фауна специфическая и различная для постоянных ручьёв с грунтовым питанием, пересыхающих и «распадающихся» ручьёв.

## Особенности в зависимости от питания
По питанию ручьи можно разделить на несколько групп:
- Ручьи с преобладающим грунтовым питанием — выработали свою долину до водоносного горизонта, и вода поступает в них почти постоянно. Они обычно не замерзают зимой и не пересыхают летом, именно в них развит специфический ручьевой биоценоз, несколько сходный с речным, но набор видов в основном другой.
- Ручьи с болотным питанием — вытекают из низких мест, где застаивается дождевая вода. Питание их менее постоянно, течение обычно слабое, фауна формируется из видов, устойчивых к пересыханию и присущих заболоченным лужам. В более крупных ручьях иногда развивается водно-болотная растительность.
- Ручьи с дождевым питанием — не имеют явного истока, но собирают все воды поверхностного стока. Такие ручьи существуют несколько часов или дней после сильного дождя, затем пересыхают. Фауна их состоит из устойчивых к затоплению почвенных животных и немногих водных микроорганизмов, устойчивых к длительному высыханию, макрофауна и планктон обычно отсутствуют.

Характер питания, течения и фауны ручья изменяется вдоль его русла сначала довольно быстро, затем медленно и плавно. Ручей обычно вытекает из непостоянной заболоченной лужи, то есть питается её мягкой водой, иногда пересыхает и несёт соответствующую фауну луж. По мере промывания долины вода разгоняется, уклон русла возрастает, но ручей остается пересыхающим. Фауна луж беднеет — остаётся лишь несколько устойчивых ко всему видов. Когда долина ручья подрезает уровень грунтовых вод, в русле появляются родники и постоянное питание жёсткой водой, что способствует возникновению настоящей ручьевой фауны. Дальше течение ускоряется и в более глубоком русле перестают залёживаться детрит и опад, появляются каменистые перекаты и песчаные плёсы со своей фауной, мягкие грунты оттесняются к берегам. На большом расстоянии от истока ручей превращается в быструю речку.

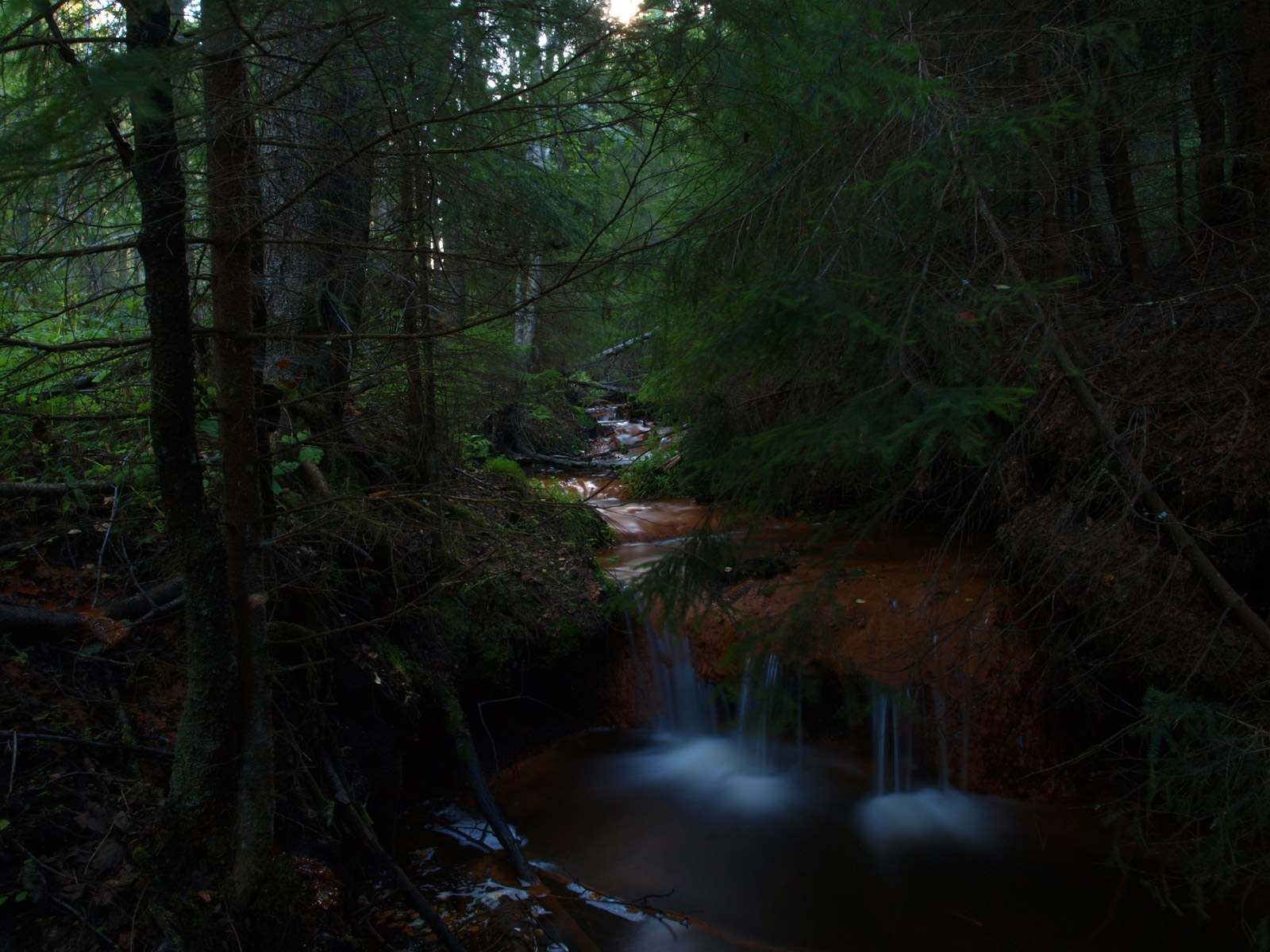
Лесной ручей в Карелии (Россия)
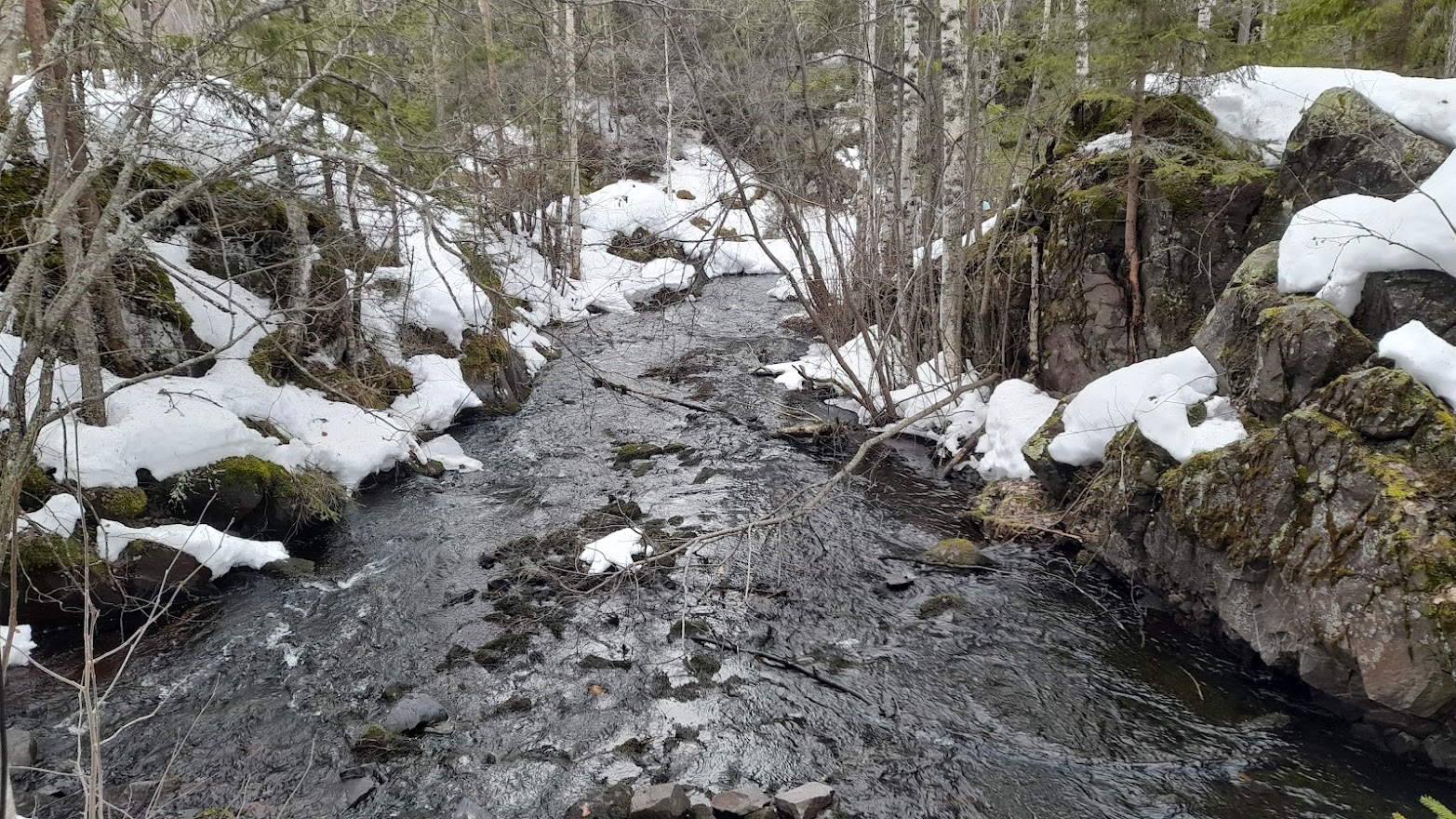
Ручей около Кивача в Карелии
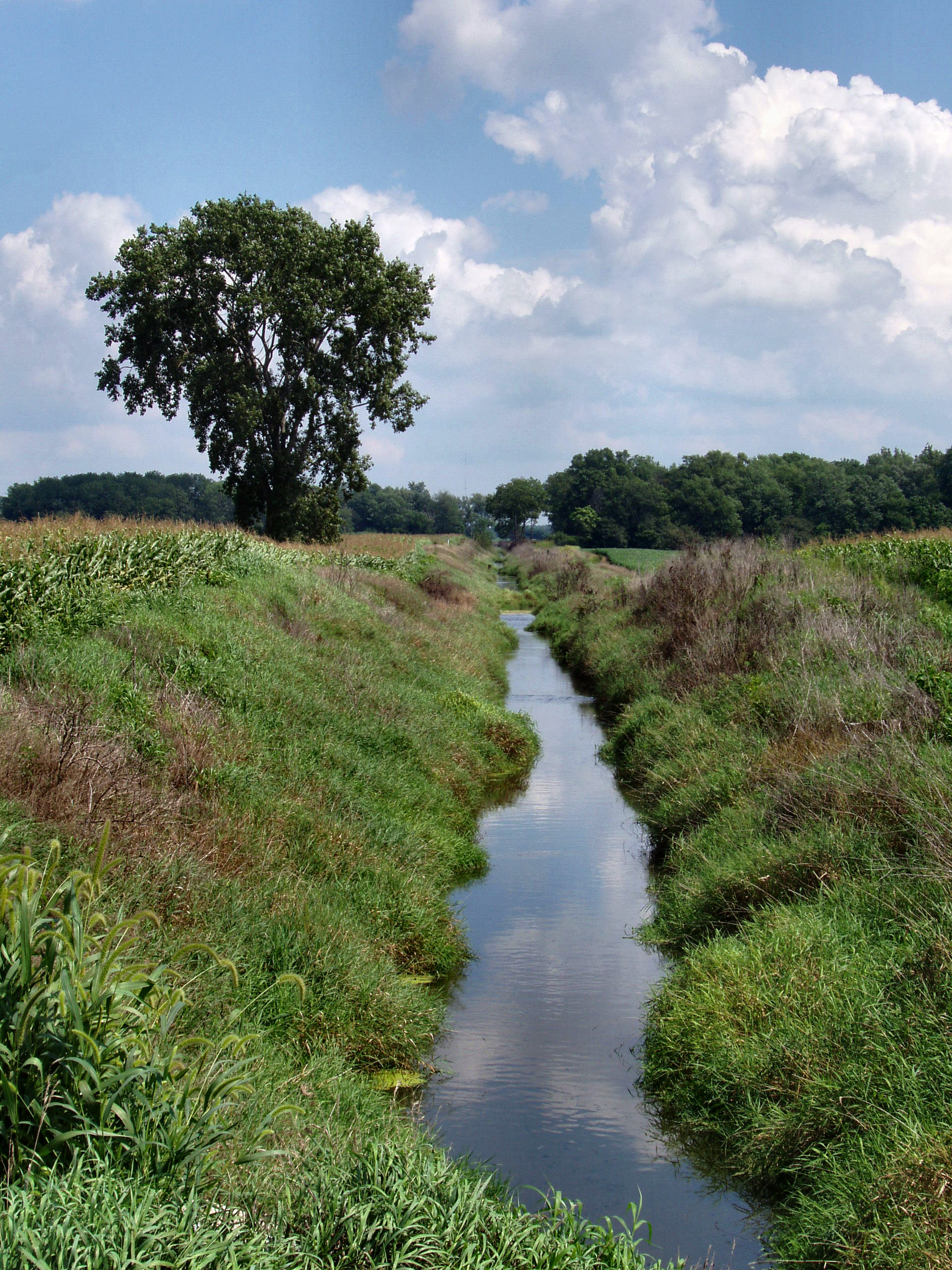
Ручей Жёлтая река в Индиане
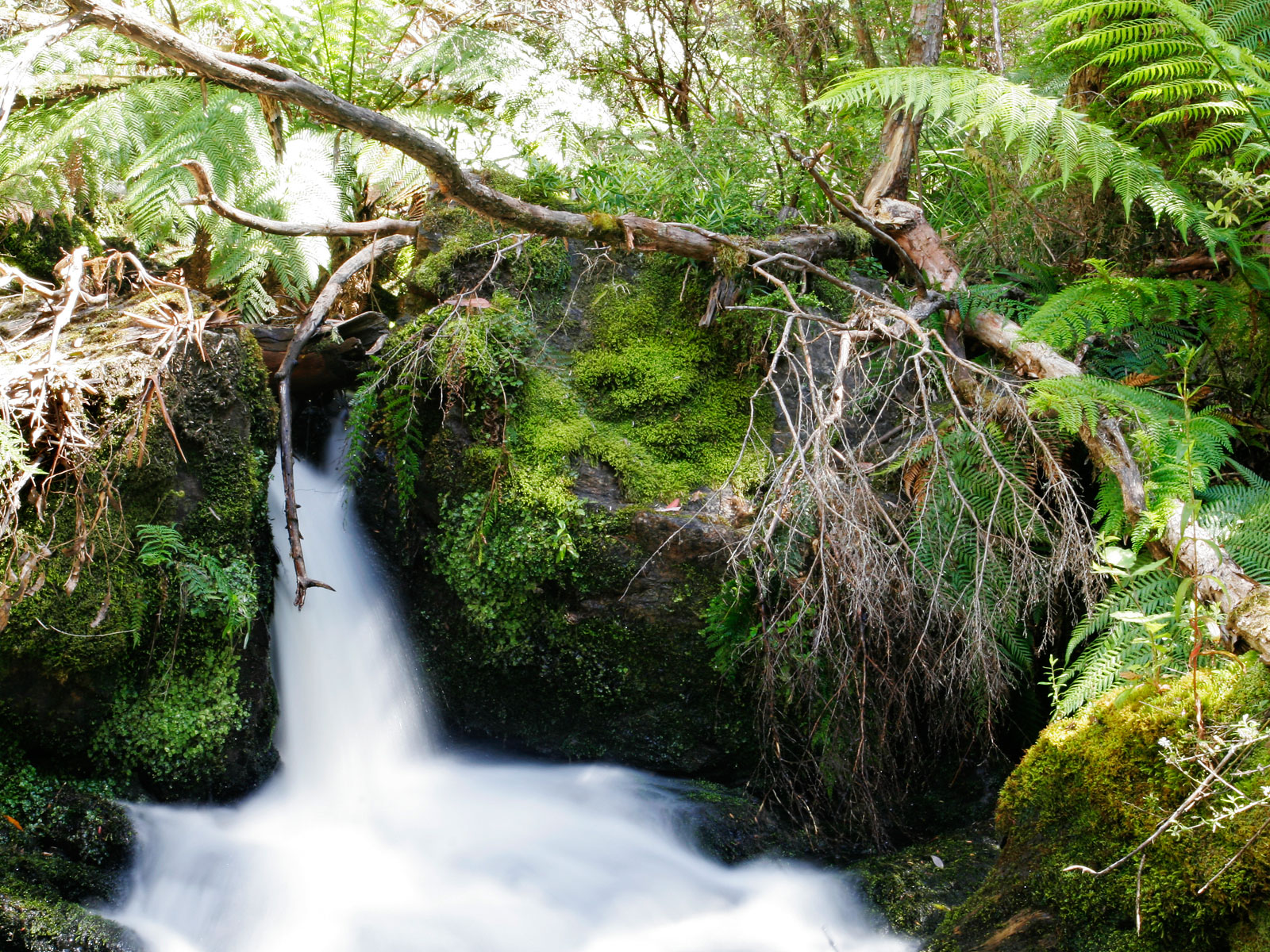
Горный ручей Бутчер в Австралии